# Eva-Lisa Bengtson
Eva-Lisa Bengtson, född 1932, död 2018, var en svensk HBTQ- och kvinnorättsaktivist.
Bengtson startade 1964 brevklubben Transvestia som sedermera blev en fysisk träffpunkt i Stockholm.
Vid hennes bortgång hyllades hon som en ikon och förgrundsgestalt av RFSL:s tidigare förbundsordförande Ulrika Westerlund för nämnda insatser och för hennes arbete i kvinnorörelsen och Lesbisk front.
Bengtsons gärning uppmärksammades i konstnärens Sam Hultins projekt "Eva-Lisas monument". Bland annat har stadsvandringar hållits på Södermalm i Stockholm där platser i Bengtsons aktivistliv utpekades.